# 罗杰·柯林斯
罗杰·J·H·柯林斯（英語：Roger J. H. Collins，1949年9月2日—）是一位英国中世纪历史学家，毕业于牛津大学王后学院和牛津大學聖十字學院，导师彼得·R·L·布朗和J·M·华莱士-哈德里尔，现为爱丁堡大学教授，研究主要涉及中世纪前期，特别是中世纪前期的西班牙，主要作品有《早期中世纪欧洲：300-1000》（Early Medieval Europe, 300–1000）等。